# Stacey Cunningham
Pour les articles homonymes, voir Cunningham.
Stacey Cunningham, née en 1974, est une banquière américaine, première femme à devenir présidente du New York Stock Exchange (la bourse de New York, ou « Wall Street »), en mai 2018.

## Biographie
Son père travaillait dans une société de courtage. En 1996, elle obtient un bachelor en génie industriel à l'université Lehigh.
En 1994, alors qu'elle est encore étudiante, elle effectue un stage d'été au New York Stock Exchange (NYSE). Deux ans plus tard, elle devient trader. À l'époque, elle fait partie de la douzaine de femmes à travailler dans la salle des marchés, contre un millier d'employés masculins. Elle raconte : « Les toilettes des femmes au 7e étage étaient dans une vieille salle téléphonique. Les hommes avaient un espace "grandiose" la porte à côté, avec canapés et équipements ». Durant huit ans, elle officie pour la Bank of America.
En 2005, frustrée par le manque de prise en compte de la transition technologique par le NYSE, elle démissionne et part étudier à l'Institut d'éducation culinaire (en), devenant aussi brièvement chef dans un restaurant.
De 2007 à 2011, elle travaille au NASDAQ, d'abord en tant que directrice des marchés des capitaux, puis comme responsable des ventes pour les services transactionnels aux États-Unis.
Elle retourne au NYSE en 2012. Elle y occupe le poste de directrice des opérations de 2015 à 2018. Son travail consiste alors à gérer les marchés des actions en espèces de la bourse, la gestion des relations et des produits et les services de gouvernance interne.
Le 22 mai 2018, âgée de 43 ans, elle est nommée présidente du NYSE, entrant en fonction le 25 du même mois. 67e personne et première femme à occuper ce poste, elle succède à Thomas W. Farley (en),. Une autre femme, Catherine R. Kinney avait déjà été co-présidente de 2002 à 2008, mais en tandem avec Gerald Putnam et sous la supervision des présidents John S. Reed puis Marsh Carter,. Dans une interview, Stacey Cunningham a précisé qu'elle travaillait jusque là dans des environnements traditionnellement dominés par les hommes, ajoutant qu'elle ne s'était jamais demandé « si je devais ou non être là où je me trouvais ».
Parmi ses sources d'inspiration, elle cite Muriel Siebert, la première femme à avoir acheté un siège à la Bourse de New-York en 1967.